# Marathon van Osaka 2013

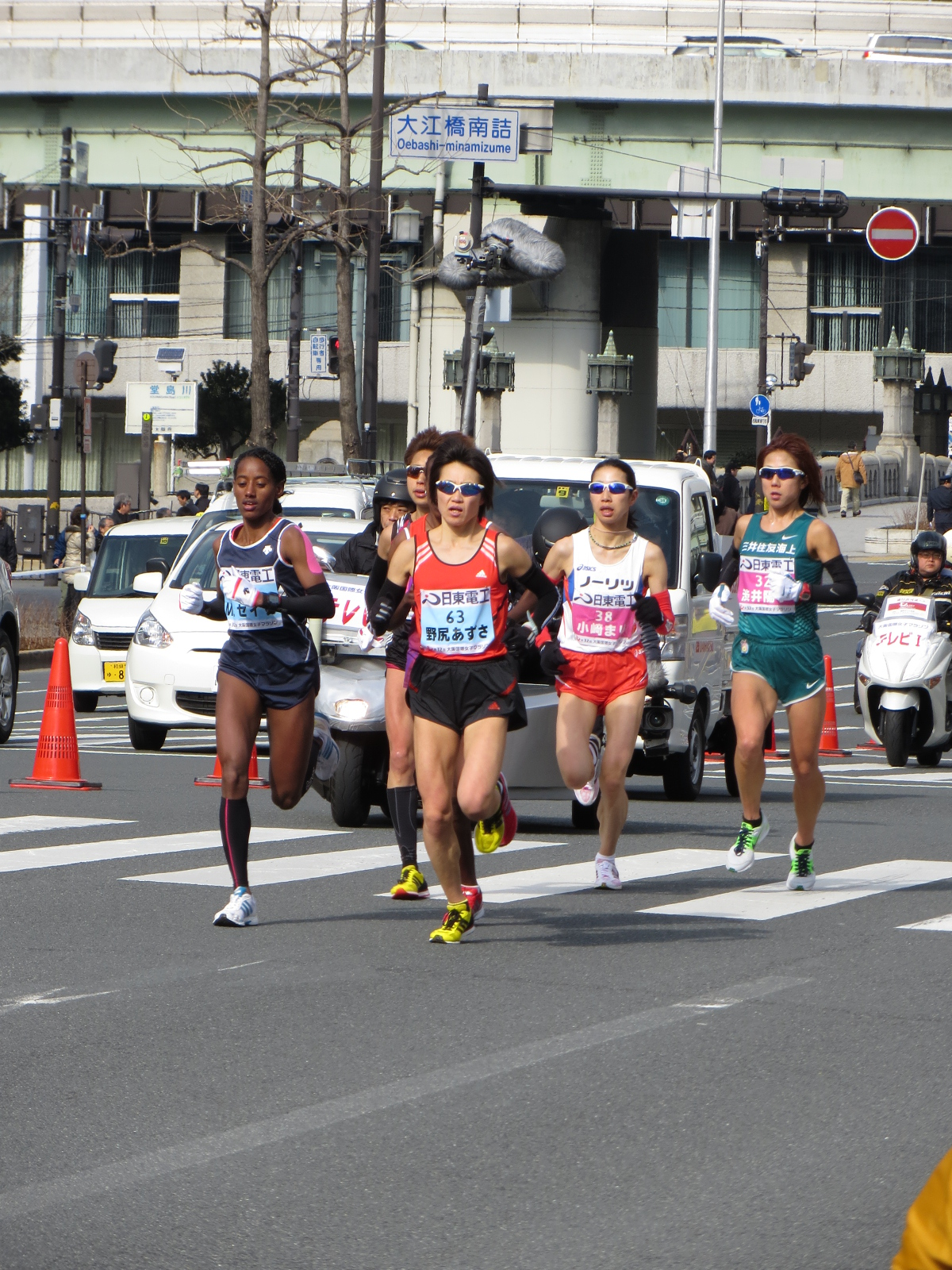
Hardloopsters tijdens de wedstrijd.

De Marathon van Osaka 2013 werd gelopen op zondag 27 januari 2013. Het was de 32ste editie van deze marathon. Alleen vrouwelijke elitelopers mochten aan de wedstrijd deelnemen.
De Oekraïense Tetiana Gamera-Schmyrko kwam als eerste over de streep in 2 uur, 23 minuten en 58 seconden. In 2015 werd zij echter alsnog uit de officiële uitslag geschrapt vanwege een overtreding van het dopingreglement.

## Uitslag
| rang   | naam                   | land | tijd    |
| ------ | ---------------------- | ---- | ------- |
| Goud   | Tetjana Hamera-Sjmyrko | UKR  | 2:23.58 |
| Zilver | Kayoko Fukushi         | JPN  | 2:24.21 |
| Brons  | Yuko Watanabe          | JPN  | 2:25.56 |
| 4      | Mari Ozaki             | JPN  | 2:26.41 |
| 5      | Lisa-Jane Weightman    | AUS  | 2:29.09 |
| 6      | Karolina Jarzynska     | POL  | 2:30.29 |
| 7      | Noriko Higuchi         | JPN  | 2:32.16 |
| 8      | Yoko Shibui            | JPN  | 2:32.41 |
| 9      | Shiori Hayashida       | JPN  | 2:39.36 |
| 10     | Yui Ouchi              | JPN  | 2:39.39 |
| 11     | Yuki Sarada            | JPN  | 2:42.04 |
| 12     | Eiko Ueno              | JPN  | 2:44.00 |
| 13     | Hitomi Ogata           | JPN  | 2:44.11 |
| 14     | Hiromi Saito           | JPN  | 2:47.46 |
| 15     | Yuri Yoshizumi         | JPN  | 2:47.48 |
| 16     | Toshiko Yoshikawa      | JPN  | 2:48.08 |
| 17     | Reiko Kobayashi        | JPN  | 2:48.32 |
| 18     | Junko Suzuki           | JPN  | 2:48.55 |
| 19     | Maiko Murayama         | JPN  | 2:49.18 |
| 20     | Kotoka Hirai           | JPN  | 2:50.14 |
| 21     | Ikue Tabata            | JPN  | 2:51.17 |
| 24     | Hitomi Komura          | JPN  | 2:52.28 |

1982 ·
1983 ·
1984 ·
1985 ·
1986 ·
1987 ·
1988 ·
1989 ·
1990 ·
1991 ·
1992 ·
1993 ·
1994 ·
1995 ·
1996 ·
1997 ·
1998 ·
1999 ·
2000 ·
2001 ·
2002 ·
2003 ·
2004 ·
2005 ·
2006 ·
2007 ·
2008 ·
2009 ·
2010 ·
2011 · 
2012 ·
2013 ·
2014 ·
2015 ·
2016 ·
2017